# Панайот Панайотов (кмет)
Вижте пояснителната страница за други личности с името Панайот Панайотов.
Панайот Панайотов е български политик.

## Биография
Роден е през 1883 година в град Елена. По време на неговия мандат започват да се строят безплатни ученически трапезарии. Подпомага изграждането на сграда на Варненската библиотека.